# Лехово (Благоевград)
Лехово је насељено место у општини Сандански у области Благоевград, Бугарска. Према попису из 2021. године било је 6 становника.
Насеље је подигнуто после Балканских ратова насељевањем словенских избеглица из старог села Лехово код Валовишта, које је припало Грчкој.